# Jean Maitron
Pour les articles homonymes, voir Maitron.
Jean Maitron, né le 17 décembre 1910 à Sardy-lès-Épiry (Nièvre) et mort le 16 novembre 1987 à Créteil (Val-de-Marne), est un historien français.
Animé d’une double passion, historienne et militante, pionnier de l'histoire ouvrière en France, il fait entrer celle-ci à l'université et lui donne ses bases archivistiques. Il est, notamment, à l'origine du Dictionnaire biographique du mouvement ouvrier français, ouvrage de référence couramment appelé « le Maitron ».
Spécialiste par ailleurs du mouvement anarchiste, « Jean Maitron, qui n’était pas libertaire, avait pour ce mouvement une grande empathie ».

## Biographie
Né le 17 décembre 1910 à Sardy-lès-Épiry (Nièvre), Jean Maitron est élevé dans une famille communiste, libertaire et anticléricale (son grand-père, Simon Maitron, cordonnier-bottier à La Charité-sur-Loire, est laïc et communard, son père Marius Maitron, socialiste libertaire, est un membre du Parti ouvrier français), ses deux parents étant instituteurs.
Après des études secondaires au lycée de Nevers, il entre en hypokhâgne en 1929 au lycée Louis-le-Grand où il adhère à l'Union fédérale des étudiants, puis l'année suivante au Parti communiste français qu'il quitte en 1933 après un voyage « consternant » en URSS. Il le réintègre en 1935, après un court passage à la Ligue communiste (parti trotskiste français créé en 1930) puis quitte définitivement le PC en 1939 à la suite du pacte germano-soviétique. Il se rapproche alors durablement de l'équipe qui anime La Révolution prolétarienne : Maurice Chambelland, Pierre Monatte, Alfred Rosmer,
La force du contentieux avec le Parti communiste est telle qu'il ne participe pas à la Résistance pendant la Seconde Guerre mondiale. Il prend part en revanche à des collectes de fonds pour aider les enseignants victimes de la répression et les prisonniers politiques, et à l'évacuation d'enfants parisiens vers des communes rurales.  
En 1949, il contribue à la fondation de l'Institut français d'histoire sociale, et, selon Michelle Perrot, « se fait alors historien », reportant ainsi « sur l'histoire ouvrière ses espérances politiques déçues, mais non reniées ».  
Il est instituteur en 1936 puis professeur de cours complémentaire jusqu'en 1955, passant ensuite dans le second degré jusqu'en 1958. Il épouse le 9 avril 1936 Marcelle Gourdon, licenciée en histoire-géographie, elle-même issue d'une famille protestante cévenole et descendante du chef camisard Rolland, qui l'accompagne dans ses travaux de recherche. Le couple a trois enfants.
Il obtient le doctorat ès lettres en 1950 en soutenant une thèse d'État sur l'histoire du mouvement anarchiste en France avant 1914 (sa thèse complémentaire est consacrée à Paul Delesalle, un militant anarcho-syndicaliste). Pierre Renouvin, son directeur de thèse, lui fait obtenir son détachement au CNRS de 1955 à 1963 puis le fait nommer maître-assistant à la Sorbonne, avec pour mission de fonder le Centre d'histoire du syndicalisme (1966). Il termine sa carrière en 1976 à l'Université Paris 1.
Pionnier de l'histoire ouvrière en France, il la fait entrer à l'université et lui donne ses bases archivistiques. Ses publications englobent des ouvrages de référence, notamment le Dictionnaire biographique du mouvement ouvrier français, poursuivi après sa mort et appelé couramment « le Maitron », et une histoire de l'anarchisme en France. Jean Maitron a fondé et dirigé deux revues : L'Actualité de l'histoire (1953-1960), puis Le Mouvement social (1960-). Historien du mouvement et de l'anarchisme, il n'est pas anarchiste comme beaucoup le croient.
Son œuvre est poursuivie par une équipe dirigée par Claude Pennetier, dans le cadre du Centre d’histoire sociale du XXe siècle (CNRS / université de Paris I). En 2006, une nouvelle série du dictionnaire, en douze volumes, a vu le jour. Intitulée Dictionnaire biographique, mouvement ouvrier, mouvement social, achevée en 2016, elle couvre la période 1940-1968. L'entreprise se poursuit par l'actualisation des notices et la création de nouvelles par le biais de la numérisation du « Maitron en ligne ».

## Hommages
En 1996, la Fédération de l'Éducation nationale (aujourd'hui UNSA Éducation) crée le prix Jean-Maitron qui prolonge son œuvre et qui récompense un mémoire de master (initialement un mémoire de maîtrise). Le jury du prix Maitron, actuellement[Quand ?] présidé par Antoine Prost, a l'originalité d'être composé pour moitié d'universitaires et pour moitié de syndicalistes.
Une collection de livres d'histoire sociale porte également son nom aux Éditions de l'Atelier.
En 2016, le journaliste Edwy Plenel publie Voyage en terres d’espoir, « hommage aux oubliés et aux méconnus qui se sont battus pour l’émancipation ». L'auteur précise : « j’ai souhaité rendre justice au Maitron, du nom de l’historien Jean Maitron, le fondateur de ce grand œuvre : le Dictionnaire biographique du mouvement ouvrier et du mouvement social ».

## Publications

### Ouvrages
- Histoire du mouvement anarchiste en France (1880-1914), SUDEL, Paris, 1951, 744 p., épuisé. Deuxième édition avec une préface de Georges Bourgin, 1955, épuisé. Réédition revue et complétée en deux volumes aux éditions Maspero, Paris  sous le titre :
  - Le mouvement anarchiste en France, des origines à 1914, tome 1, Paris, Éditions Maspero, 1975, 486 p., réédition Gallimard, 2011.
  - Le mouvement anarchiste en France, de 1914 à nos jours, tome 2, Paris, Éditions Maspero, 1975, 440 p., réédition Gallimard, 2011.
- Le Syndicalisme révolutionnaire, Paul Delesalle. Préface d'Édouard Dolléans, Éditions ouvrières, 1952, 176 p. Réédité augmenté d'un avant-propos de Jean Maitron, sous le titre :
  - Paul Delesalle. Un anarchiste de la Belle époque, éditions Fayard, Paris, 1985, 208 p.
- De la Bastille au Mont Valérien. Dix promenades à travers Paris révolutionnaire, Éditions ouvrières, Paris, 1956, 286 p.
- Ravachol et les anarchistes, collection Archives-Julliard, Paris, 1964, 216 p.
- Publication de textes : H. Messager, Lettres de déportation, 1871-1876, Paris, Le Sycomore, 1979, 380 p.
- Syndicalisme révolutionnaire et communisme. Les Archives de Pierre Monatte (en collaboration avec Colette Chambelland), préface de Ernest Labrousse, Éditions Maspero, Paris, 1968, 462 p.
- La Sorbonne par elle-même, mai-juin 1968, (avec Michelle Perrot & Madeleine Rebérioux), Le Mouvement social, N° 64, juillet-septembre 1968, éditions ouvrières, 416 p. Préface rééditée in Jean-Claude Perrot, Michelle Perrot, Madeleine Rebérioux, Jean Maitron, La Sorbonne par elle-même, envoyé par Sophie Cœuré, Paris, Editions de la Sorbonne, coll. « Tirés à part », 2018

### Dictionnaires
- Dictionnaire biographique du mouvement ouvrier français
- Dictionnaire biographique du mouvement ouvrier international
- Dictionnaire biographique, mouvement ouvrier, mouvement social

La série de 78 volumes du Maitron français et international, 34 de son vivant, 44 après sa mort, sous la direction de Claude Pennetier, Éditions de l'Atelier.
- Ces dictionnaires sont désormais en accès libre et gratuit[18].

## Distinctions
- Chevalier de la Légion d'honneur en 1982
- Chevalier de l'ordre des Arts et des Lettres en 1985[10].

## Audiovisuel

### Iconographie
- Quelques photos de Jean Maitron sur le site du documentariste Bernard Baissat.

### Vidéographie
- Chrisitian Mottier, Ni Dieu ni maître, Temps présent, Radio télévision suisse, 3 avril 1970, voir en ligne.
- Chrisitian Mottier, Anarchie et terrorisme, Temps présent, Radio télévision suisse, 3 avril 1970, voir en ligne.
- Christian Bussy, Anarchie, j'écris ton nom, Signes des Temps, RTB, Sonuma, 7 mai 1973, voir en ligne.
- Jeanne Menjoulet, Jean Maitron, Centre d'histoire sociale du XXe siècle, Biographies individuelles et collectives, Canal-U, 9 janvier 2013, 44 min, voir en ligne.

### Radio
- Jean Lebrun, Philippe Pelletier, Les anarchistes : le moment terroriste, et après ?, France Inter, 26 novembre 2015, écouter en ligne.
- Rédaction, Enquête par Jean Maitron sur un ouvrier anarchiste à l’époque de Ravachol, Paul Delesalle, Les Nuits de France Culture, France Culture, 3 épisodes, avril/mai 2024, écouter en ligne.
- Jacques Taroni, Jean Maitron, sauveteur de la mémoire ouvrière, Les Nuits de France Culture, France Culture, 2 épisodes, 28/29 avril 2024, écouter en ligne.